# Погружение (топология)
Погружение (или иммерсия) — это гладкое отображение гладких многообразий, дифференциал которого всюду инъективен.
Примеры:
- любое вложение является также и погружением;
- знак бесконечности ∞ получается в результате погружения окружности в плоскость, не являющегося вложением (поскольку оно не инъективно).

В общей топологии погружением называют такое отображение топологических пространств, которое локально является гомеоморфизмом.